# Transport w Barcelonie
Transport w Barcelonie stanowi centrum połączeń drogowych, kolejowych, morskich i lotniczych w Hiszpanii. Barcelona jest dużym węzłem komunikacyjnym z jednym z największych portów morskich w Europie, międzynarodowym lotniskiem, które obsłużyło w 2017 roku ponad 47 milionów pasażerów, rozbudowaną siecią autostrad i linii kolei dużych prędkości, z połączeniem do Francji i reszty Europy.

## Transport kolejowy

### Kolej dużych prędkości

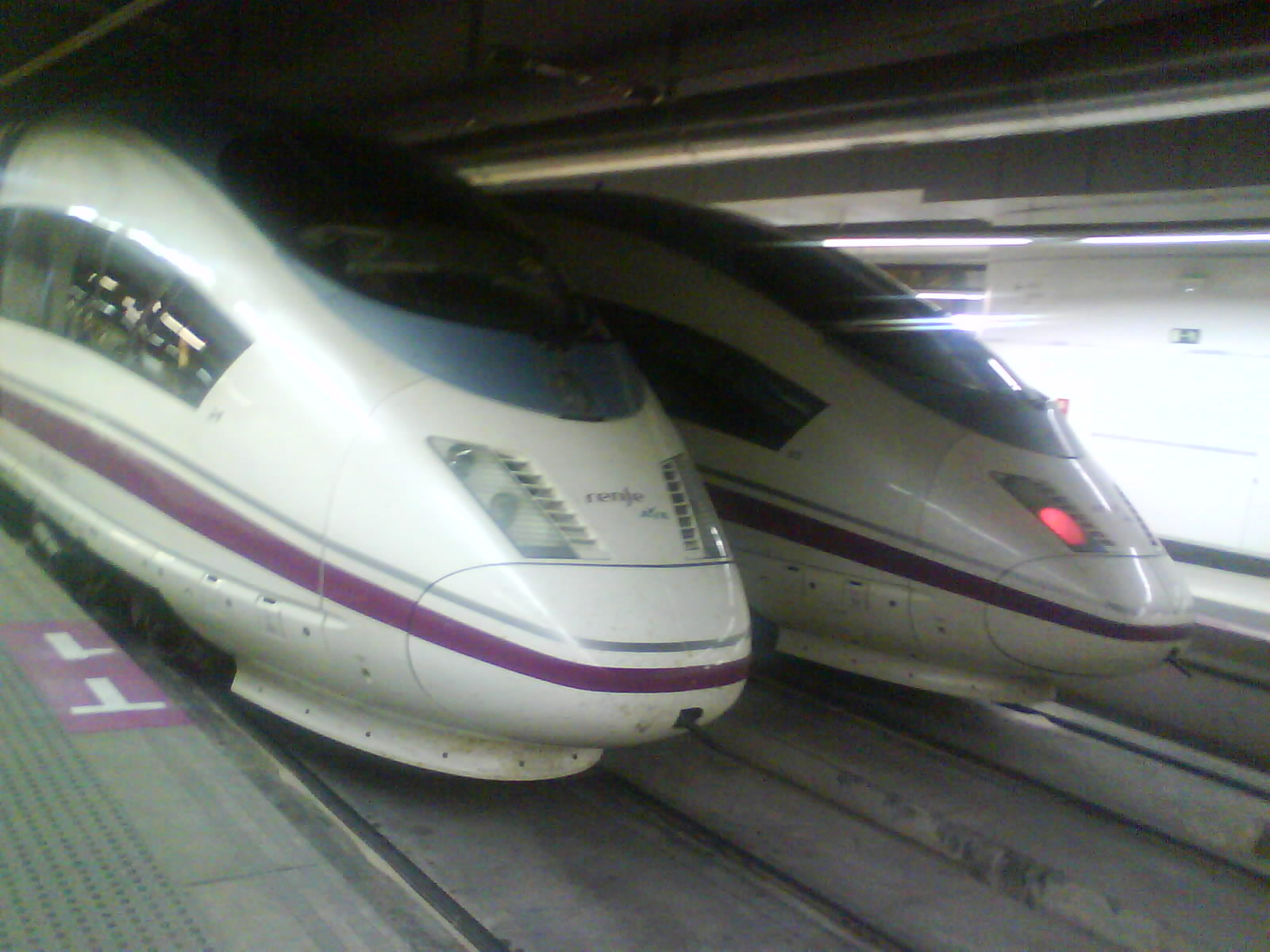
Siemens Velaro, pociąg wysokich prędkości na dworcu kolejowym Barcelona-Sants

Barcelona jest największym (wraz z Madrytem) węzłem głównego hiszpańskiego przewoźnika kolejowego RENFE. Barcelonę przecinają trzy trasy AVE – kolei dużych prędkości przystosowanych do prędkości ponad 300 km/h. Barcelona ma szybkie połączenia kolejowe z głównymi miastami w Hiszpanii, takimi jak Saragossa i Madryt na zachodzie (z tego połączenia korzysta 2,6 mln pasażerów rocznie), Malaga i Sewilla na południowym zachodzie, Walencja na południu (część trasy jest wciąż modernizowana) oraz szybkie połączenie z Francją na północy, gdzie łączy się z francuską siecią kolei dużych prędkości TGV.

### Kolej aglomeracyjna i regionalna
Oprócz kolei dalekobieżnej, w mieście i aglomeracji działa także sieć szybkiej kolei podmiejskiej Rodalies Barcelona. Połowa linii obsługiwana jest przez RENFE (w ramach Renfe Cercanías), a druga połowa jest obsługiwana przez FGC.
Północno-wschodnie przedmieścia (w stronę Mataró) połączone są za pomocą linii kolejowej Barcelona-Mataró-Maçanet Massanes. Linia ta w większości przebiega wybrzeżem Morza Śródziemnego. Zachodnie przedmieścia (w głąb lądu) połączone są za pomocą linii kolejowej Barcelona-Ripoll oraz linii kolejowej Barcelona-Vallès. Południowe przedmieścia (w stronę Sitges) połączone są za pomocą linii kolejowej Barcelona-Vilanova-Valls. Linia ta w większości przebiega wybrzeżem Morza Śródziemnego.

### Dworce i stacje kolejowe
Główny dworzec kolejowy miasta to Barcelona Sants. Drugim co do wielkości dworcem kolejowym Barcelony jest Barcelona Estació de França. Obecnie w budowie jest Barcelona-Sagrera, która ma przejąć wiele nowych połączeń międzynarodowych, otworzenie stacji planowane jest na 2016 rok.

## Transport drogowy

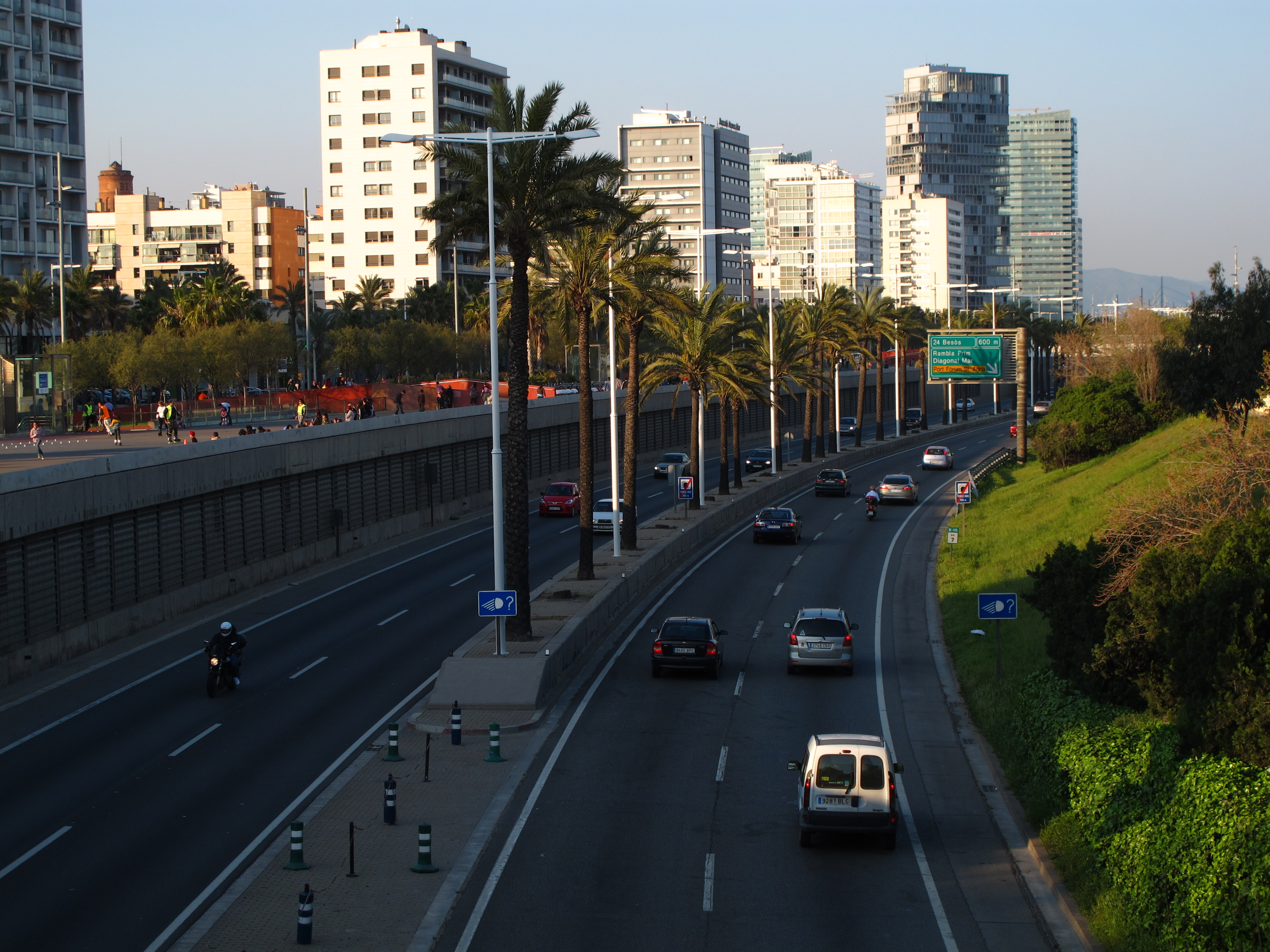
Obwodnica Ronda del Litoral (B-10)

Barcelonę przecinają trzy trasy międzynarodowe: E15 (Wielka Brytania ↔ Francja ↔ Hiszpania), E90 (Turcja ↔ Grecja ↔ Włochy ↔ Hiszpania ↔ Portugalia) i E9 (Hiszpania ↔ Francja). Barcelona, jak i jej obszar miejski posiada rozbudowaną sieć autostrad i dróg ekspresowych, m.in. A-2, A-7, C-16, C-17, C-31, C-32, C-33, C-58, C-60 rozchodzących się we wszystkich kierunkach.
Centrum miasta jest otoczone trzema obwodnicami w kształcie pierścienia: Ronda de Dalt (B-20), Ronda del Litoral (B-10) i Ronda del Mig (podzielone na dwie części: Travessera de Dalt i Gran Via de Carles III).

## Transport miejski
Barcelona i jej obszar miejski ma rozbudowaną sieć transportu publicznego, który obejmuje metro, sieć autobusów, sieci tramwajowe, kilka linii kolei linowej, sieć szybkiej kolei podmiejskiej oraz sieć korporacji taksówek. Wiele z tych sieci i linii tworzą system koordynowany przez konsorcjum Autoritat del Transport Metropolità (ATM). Transports Metropolitans de Barcelona (TMB) to główny operator komunikacyjny który operuje większością linii metra, połową linii autobusowych, jedną linią tramwajową oraz dwoma kolejami linowymi.

### Metro
Metro w Barcelonie powstało w 1924 roku i cały czas jest rozbudowywane. Obecnie ma ponad 123 km długości, 165 stacji i 11 linii. Większość linii obsługiwana jest przez TMB, kilka linii działa pod kontrolą przewoźnika kolejowego FGC.

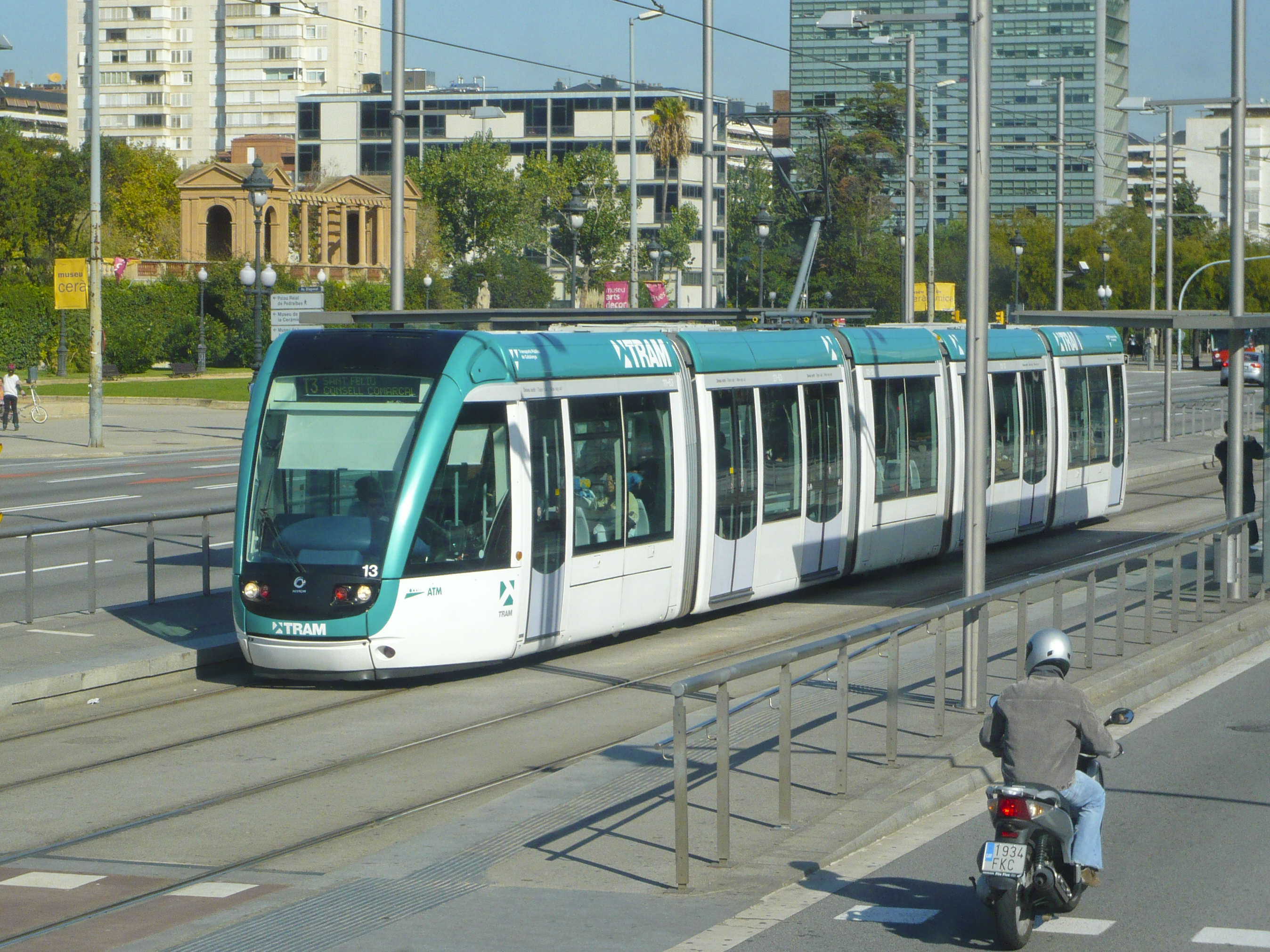
Tramwaj w Barcelonie

### Tramwaje
Barcelona ma trzy sieci tramwajowe. Dwie główne to Trambaix i Trambesòs mające łącznie około 30 km długości i 50 przystanków, obsługiwane są przez TramMet. Inną siecią jest Tramvia Blau (Niebieski Tramwaj), wykorzystujący historyczny tabor i jest obsługiwany przez TMB.

### Autobusy
Barcelona posiada także rozbudowaną sieć linii autobusowych o długości 2242 km, korzysta z nich 263,3 mln pasażerów rocznie. Istnieje 215 linii, oraz 11 głównych przewoźników. Największym przewoźnikiem autobusowym jest TMB, mający łącznie 102 linie, oraz Barcelona Bus Turístic który obwozi pasażerów po wszystkich najważniejszych atrakcjach miasta, zatrzymując się na 44 przystankach, na których można kończyć lub zaczynać podróż.

### Kolej linowa
Barcelona i jej aglomeracja posiada kilka linii kolei linowej, np. Telefèric del port, Telefèric de Montjuïc, Kolej linowa w Montserrat, Telefèric Olesa-Esparraguera oraz
kolei linowo-terenowej np. Funicular de Montjuïc, Funicular de Vallvidrera, Funicular de Sant Joan, Funicular de la Santa Cova oraz Funicular del Tibidabo.

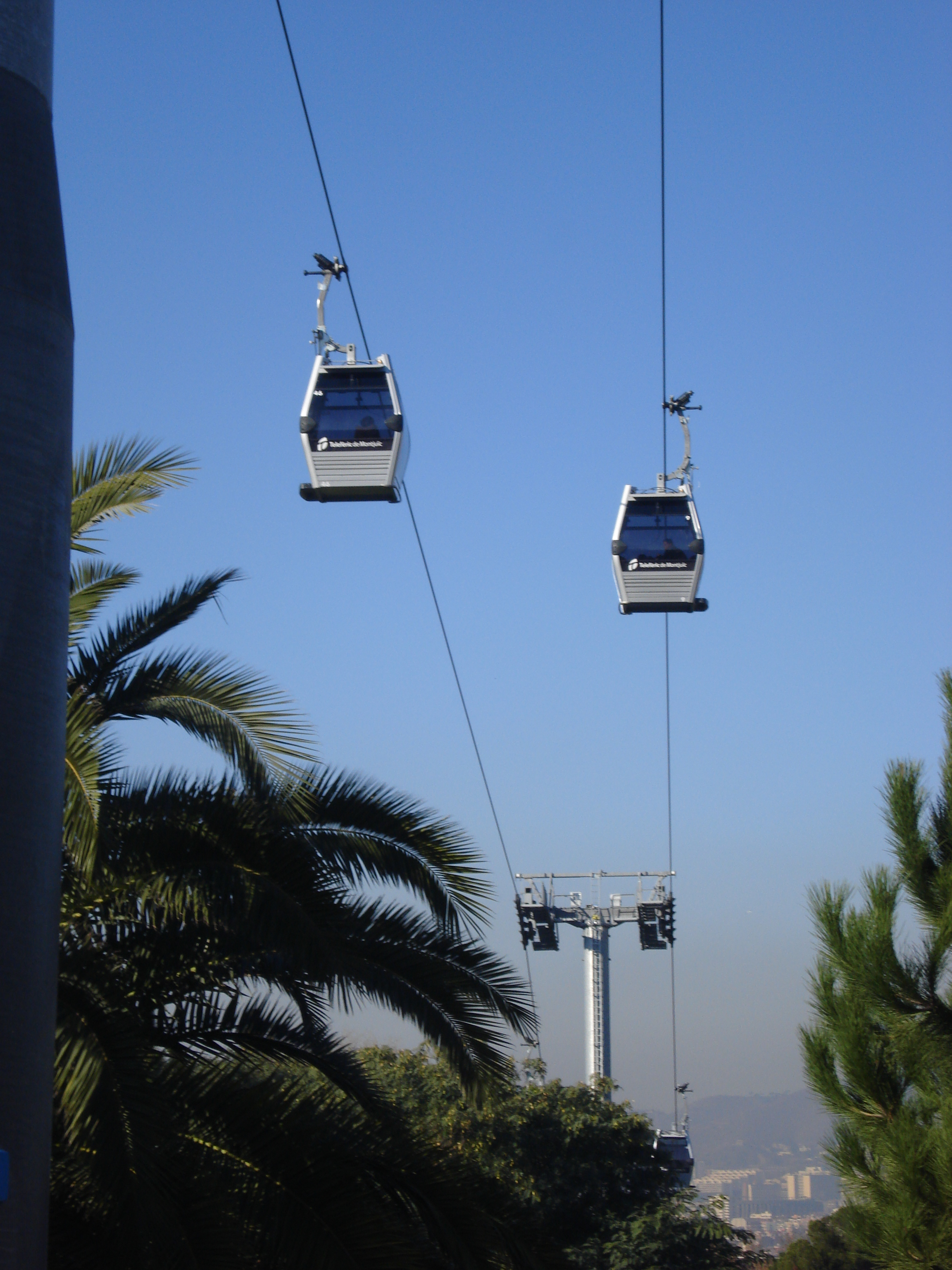
Teleférico de Montjuic
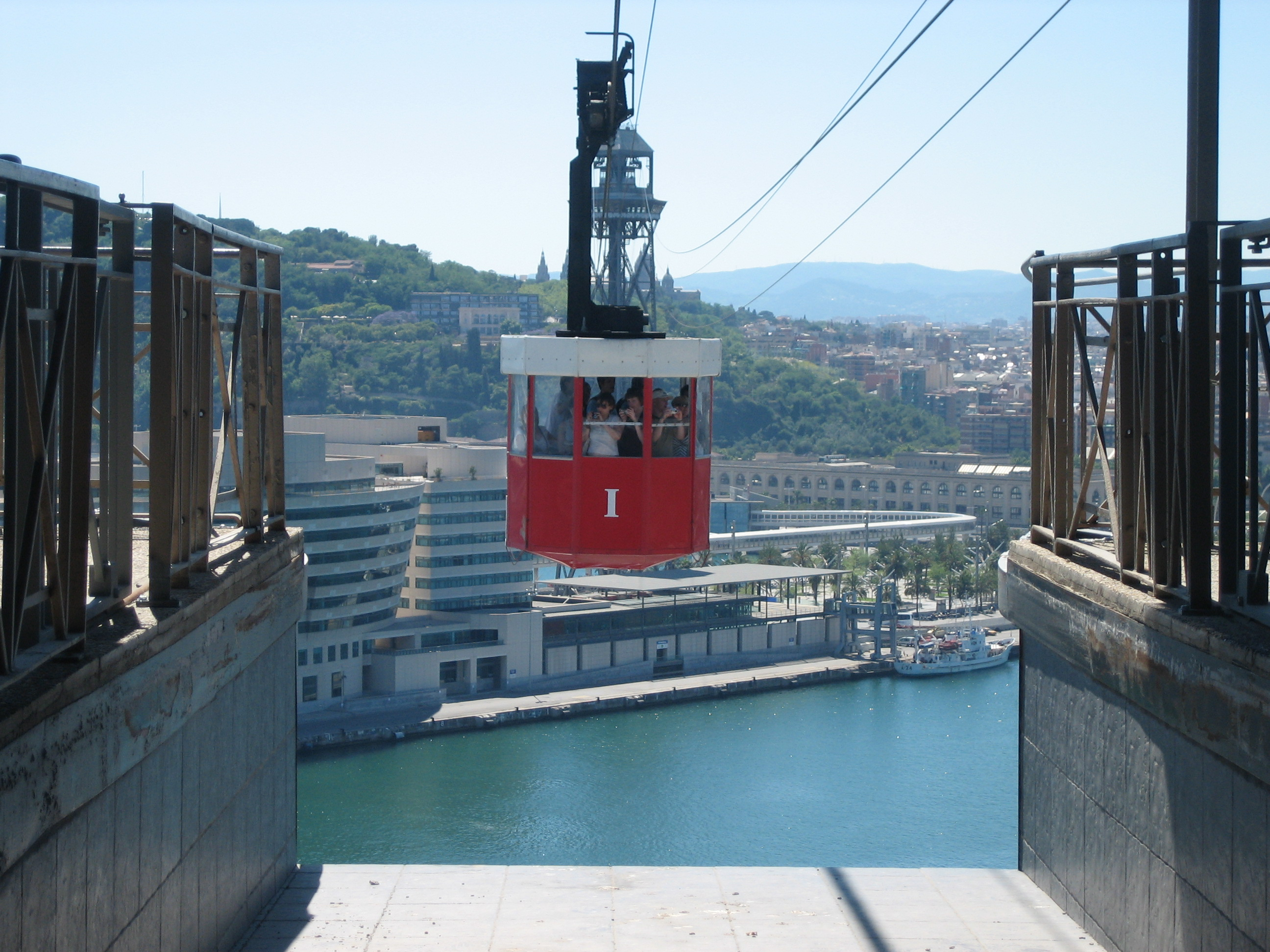
Teleférico del puerto
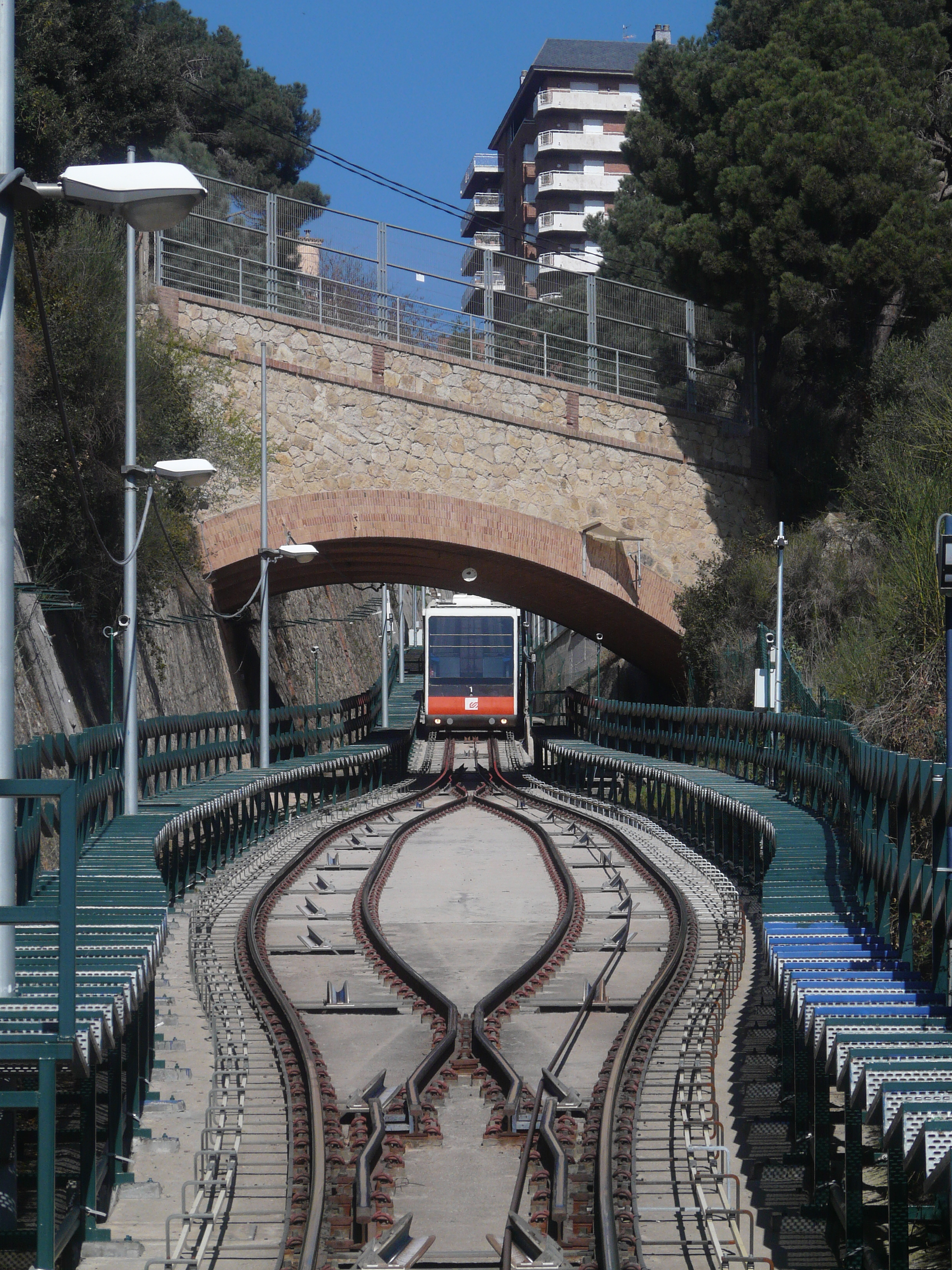
Vallvidrera Funicular

### Taksówki
Miejskie taksówki mają czarno-żółte barwy i można je zatrzymać na ulicy lub zamawiać telefonicznie.

### Publiczny system wypożyczania rowerów
W mieście funkcjonuje usługa publicznego systemu wypożyczania rowerów pod nazwą Bicing. Użytkownik, mając swoją kartę użytkownika, może wziąć rower z jednej z ponad 400 stacji rozsianych po mieście i korzystać z niego i pozostawić go na innej stacji.

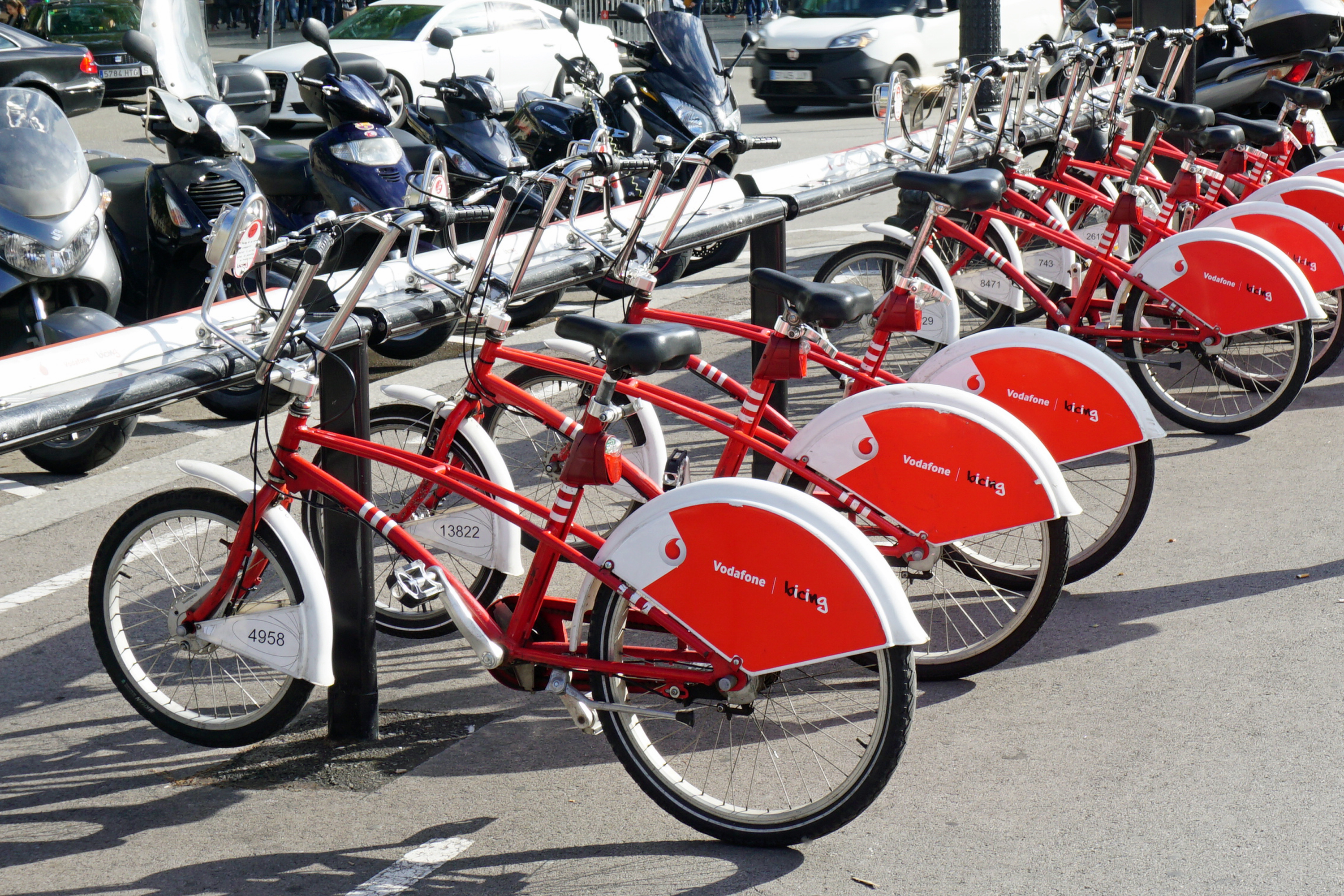
Rowery systemu Bicing w przybliżeniu
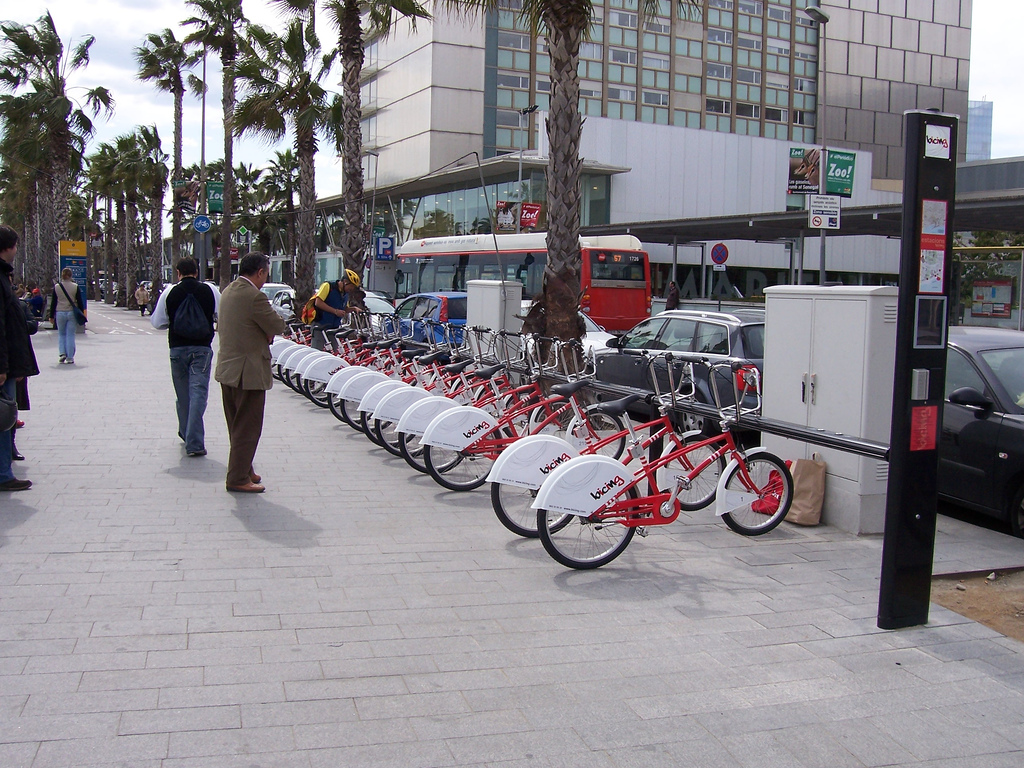
Stacja rowerów systemu Bicing w La Barceloneta
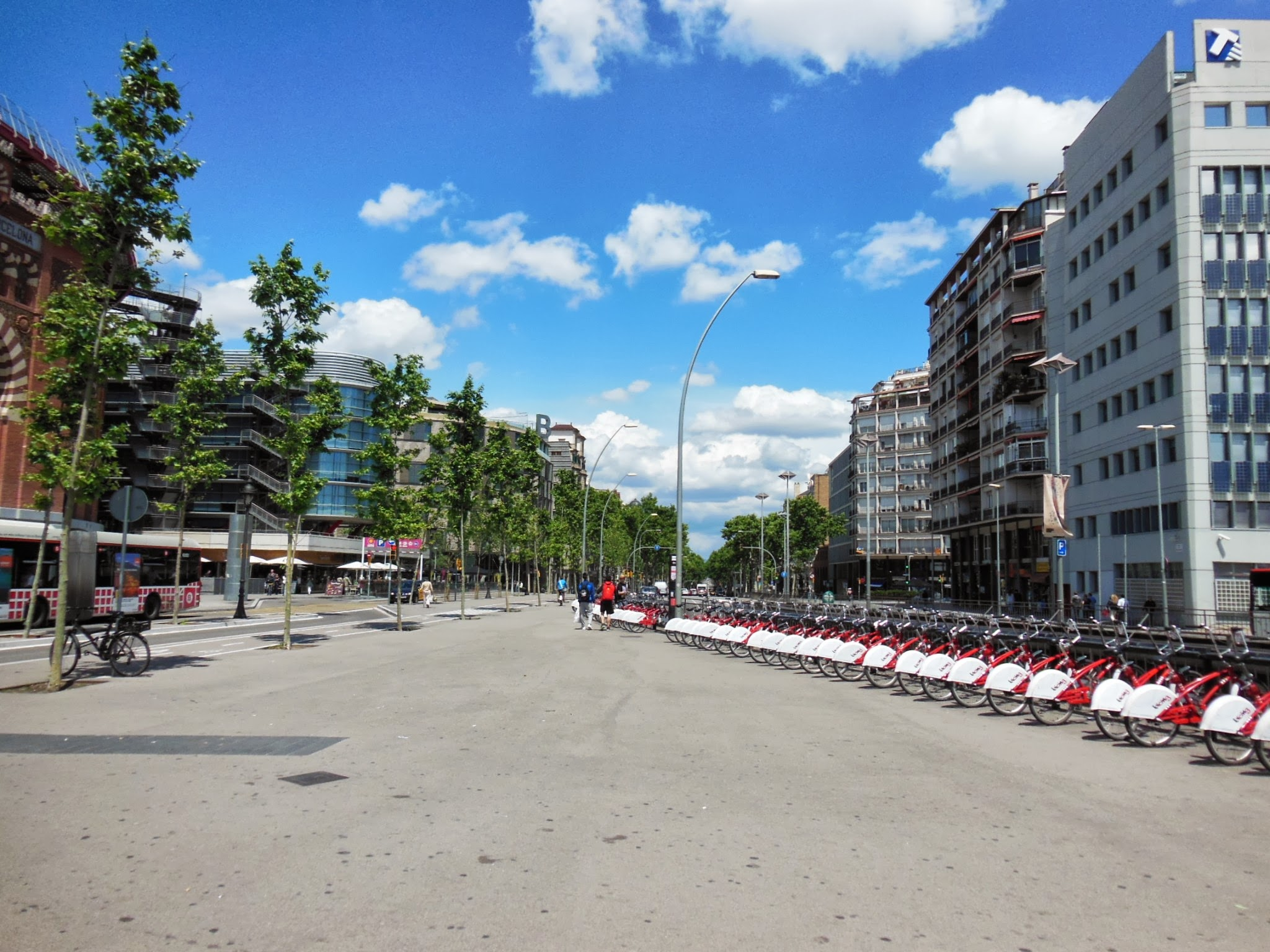
Stacja rowerów systemu Bicing przy alei Gran Via de les Corts Catalanes

Barcelona znalazła się na 13 miejscu na świecie w rankingu dotyczącym miast przyjaznym rowerzystom.

## Transport lotniczy

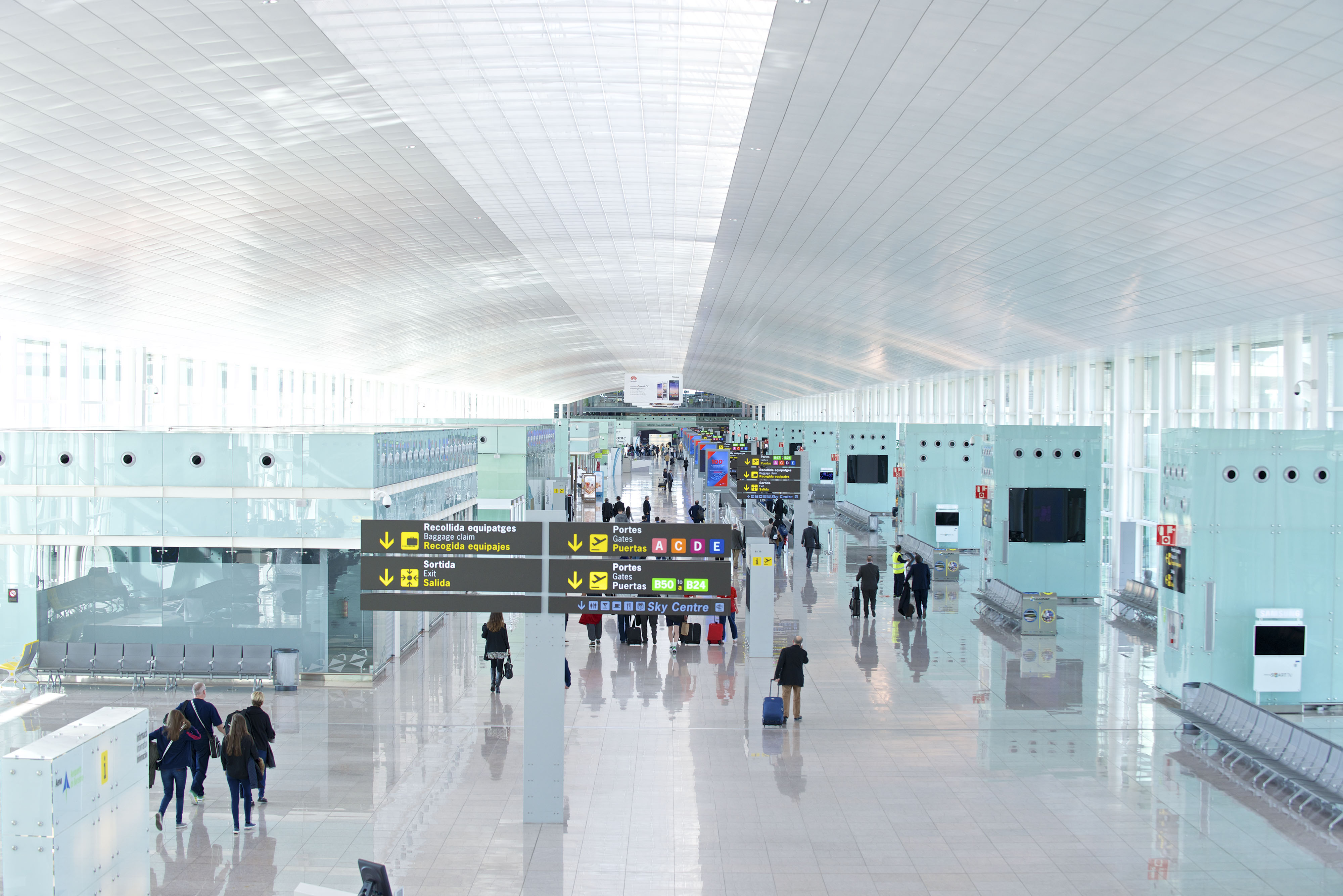
Terminal 1 lotniska Barcelona–El Prat

Barcelona jest dużym międzynarodowym węzłem transportu lotniczego, lotniska obsługujące miasto i jej obszar metropolitalny przyjęły w 2017 roku ponad 50 milionów pasażerów. Port lotniczy Barcelona–El Prat jest głównym lotniskiem Barcelony i Katalonii, leży około 10 km od centrum miasta. W 2017 obsłużył ponad 47,2 miliona pasażerów. Drugim pod względem wielkości portem lotniczym w regionie jest Port lotniczy Girona, położony na północ od Barcelony; w 2017 roku obsłużył 2 miliony pasażerów. Trzeci jest Port lotniczy Reus, położony na południe od Barcelony; w 2017 roku obsłużył 1 milion pasażerów. Innymi lotniskami są: Port lotniczy Sabadell, położony na przedmieściach, obsługuje małe samoloty, w 2017 roku obsłużył niecałe 4,5 tysiąca pasażerów, oraz Port lotniczy Lleida-Alguaire, położony na zachód od miasta, w 2010 roku obsłużył ponad 60 000 pasażerów.

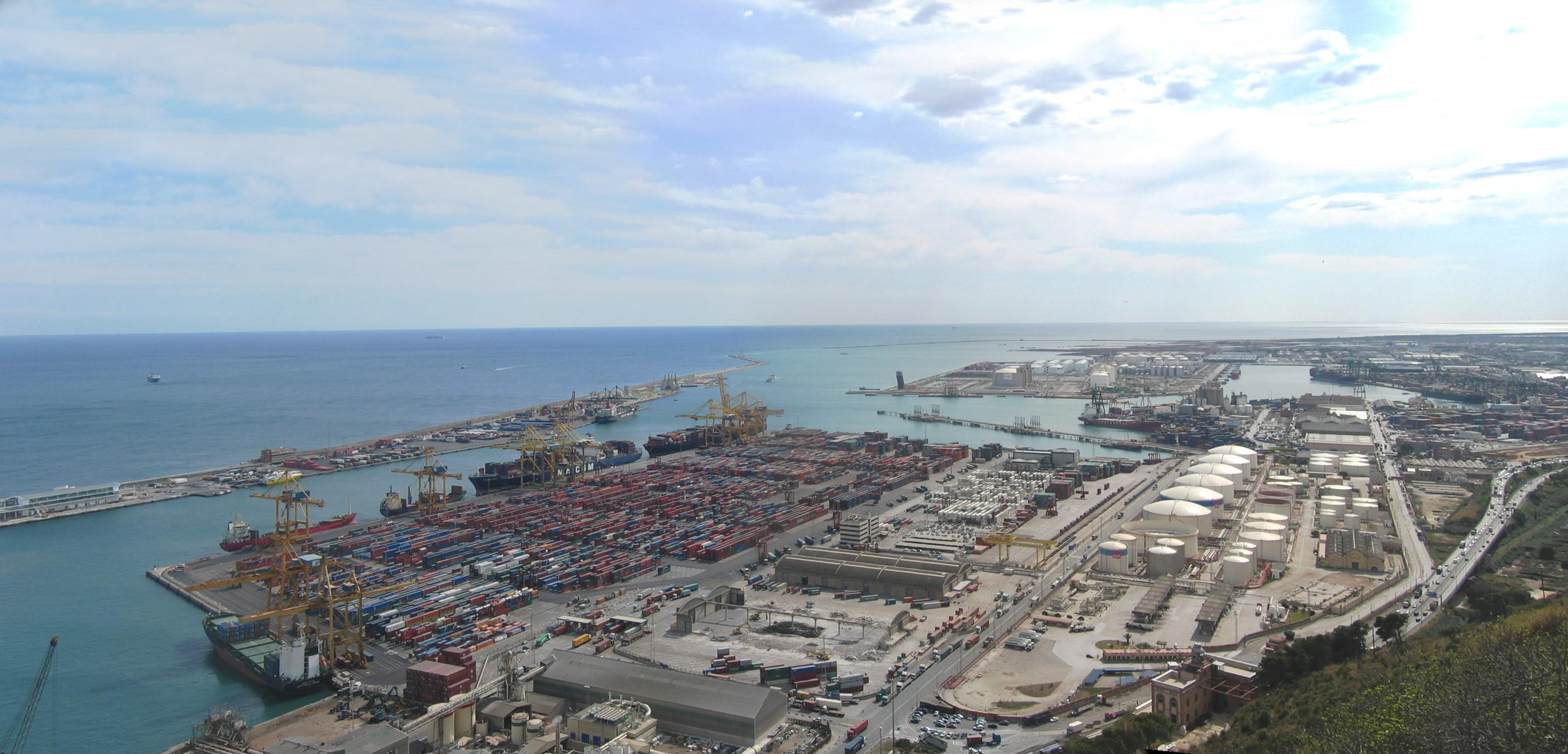
Widok na port handlowy

## Transport morski
Port Barcelona to największy port Katalonii i jeden z największych portów w Europie oraz w basenie Morza Śródziemnego, przeładowujący ponad 40 milionów ton towarów i prawie 2 miliony kontenerów rocznie. Port Barcelona jest jednym z największych portów wycieczkowych Europy, obsługuje 3,6 miliona pasażerów rocznie. Powierzchnia portu wynosi ponad 10 km² i obejmuje port handlowy, kilka portów jachtowych, terminale pasażerskie oraz obiekty usługowe, handlowe i kulturalne.